# Aleiodes plurilineatus
Aleiodes plurilineatus är en stekelart som först beskrevs av Cameron 1911.  Aleiodes plurilineatus ingår i släktet Aleiodes och familjen bracksteklar. Inga underarter finns listade i Catalogue of Life.